# Wi Ha-joon
Wi Ha-joon (hangul 위하준), (Wando-gun, 5 d'agost de 1991) és un actor i model sud-coreà. És conegut sobretot pels seus papers a les pel·lícules Gonjiam: Haunted Asylum (2018) i Midnight (2021), així com a la sèrie de televisió Something in the Rain (2018), Romance Is a Bonus Book (2019), 18 Again (2020), i Squid Game (2021), el darrer dels quals li va aportar fama internacional.

## Biografia
Va estudiar a la Universitat de Sungkyul, al departament de teatre i cinema.